# Klettern

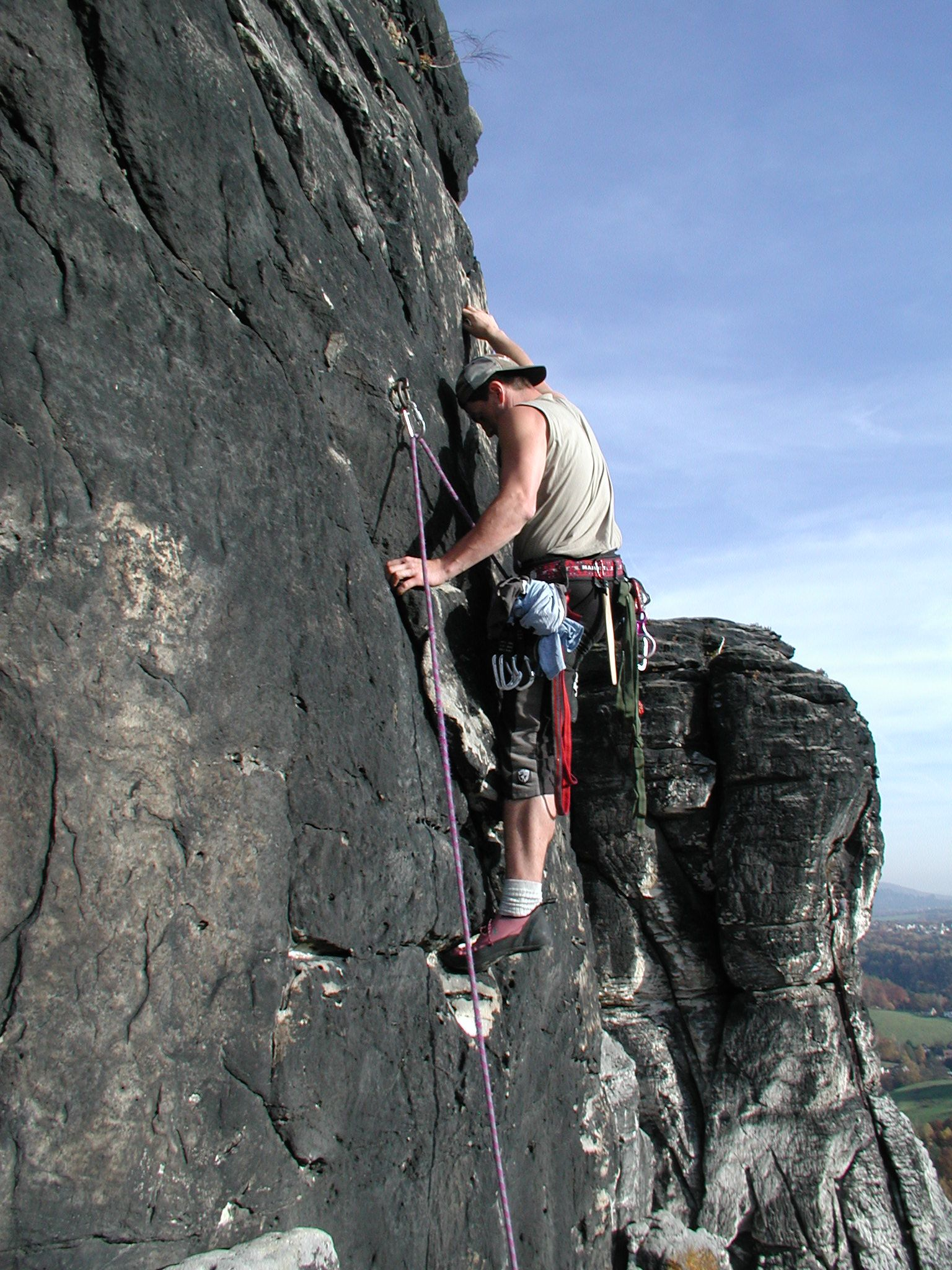
Kletterer in der Sächsischen Schweiz

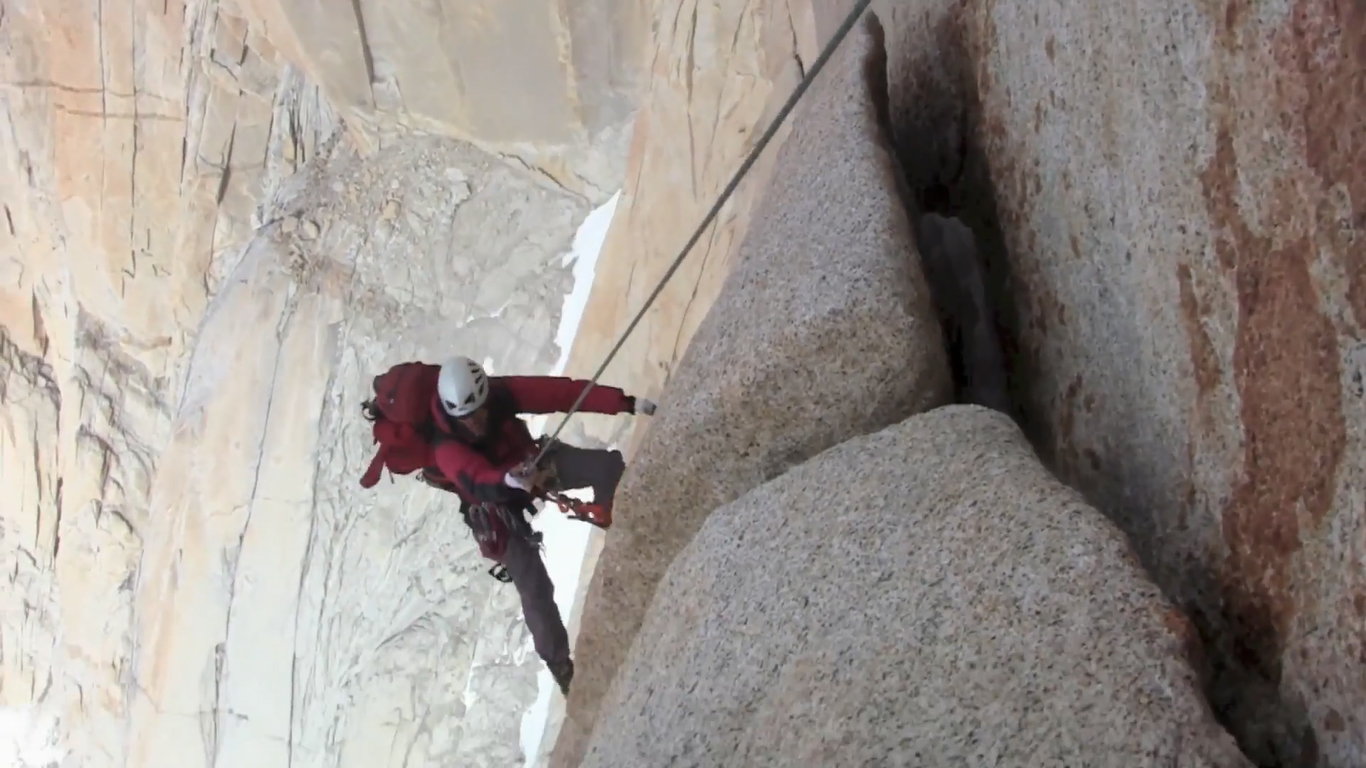
Bergsteiger auf dem Berg Fitz Roy, Argentinien

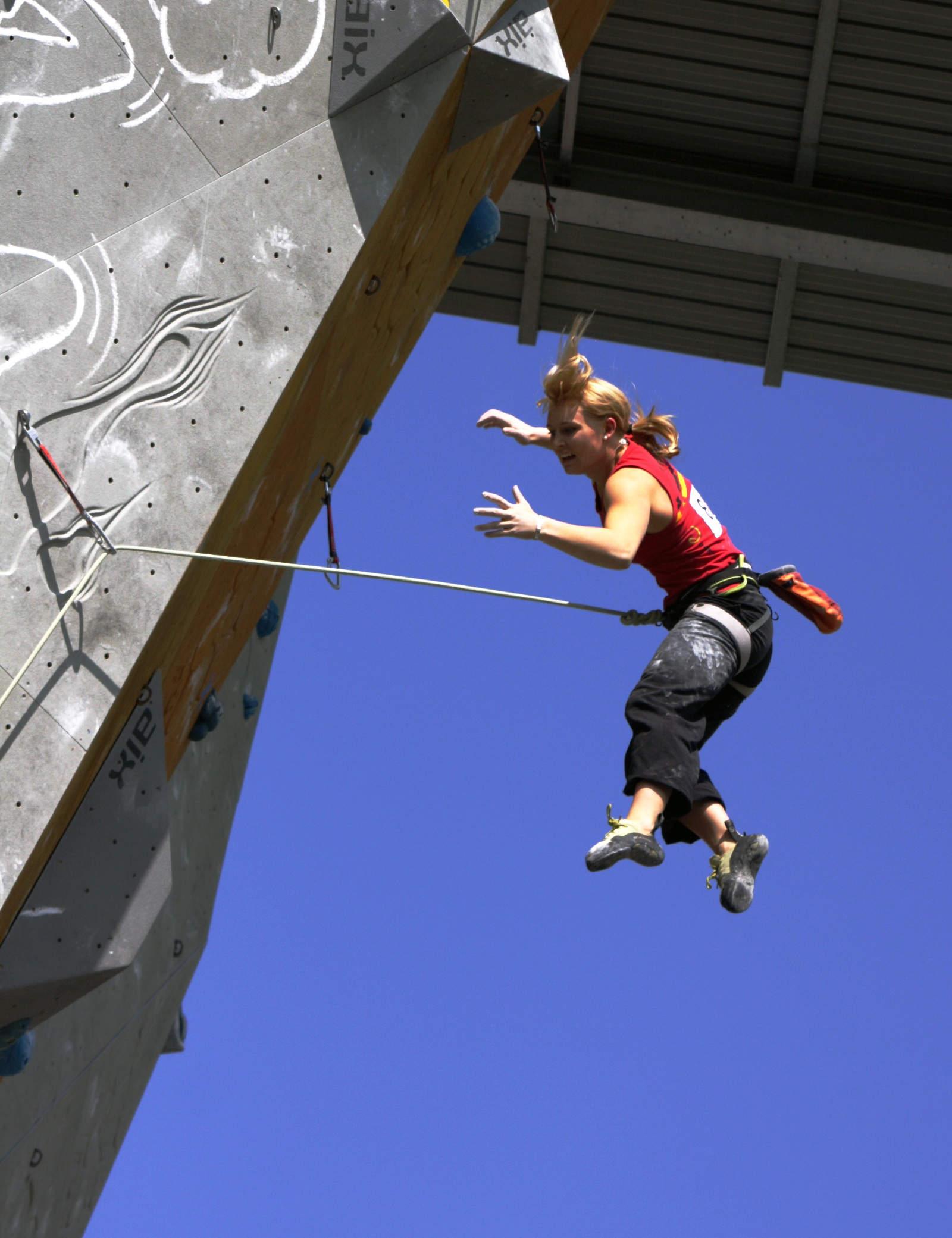
Vorstiegssturz bei einem Kletterwettbewerb in München 2009

Klettern ist die Bewegung in der Vertikalen mithilfe der Beine, Arme und Hände entlang von Kletterrouten. Ein Kunststoffseil und Felshaken bzw. Bohrhaken sowie mobile Sicherungsteile dienen in Verbindung mit einer Seilbremsmethode der Sicherung gegen Absturz. Die Seilschaft (meist zwei, selten drei Personen) bewegt sich im Fels nicht gleichzeitig, da der Sturz eines Seilpartners den Absturz der ganzen Seilschaft bedeuten würde. Der sich jeweils bewegende Seilpartner wird durch den Partner mit dem Seil über die Haken und die mobilen Sicherungsmittel gesichert, während der sichernde Partner seinerseits gesichert ist (entweder an einen Stand oder am Boden).
Ursprünglich wurde nur an natürlichen Felsen geklettert, seit Anfang der 1990er-Jahre auch in Kletterhallen.

## Geschichte

### Anfänge des Kletterns
Klettern ist eine vom Menschen seit jeher angewandte Fortbewegungsart in der vertikalen Ebene. Dabei wurden auch immer schon Felsen bestiegen, sei es aus kulturellen Gründen (zum Beispiel als religiöser Ort) oder aus praktischen Gründen wie dem Ausschau halten nach Tieren oder Feinden. So wurden auf dem Rabenfels in der Fränkischen Schweiz Tonscherben gefunden, die belegen, dass dieser Fels bereits 800 bis 400 v. Chr. bestiegen wurde. Die damaligen Bewohner bewältigten dabei bereits den dritten Schwierigkeitsgrad. Im Mittelalter bekamen Felsen eine zunehmende strategische Bedeutung, exponierte Felsen wurden als Spähwarte zum Schutz vor Feinden oder als Signaltürme zum Weiterleiten von Nachrichten genutzt. Durch die Besteigung immer weniger zugänglicher Gipfel ab ca. 1800 musste auch beim Bergsteigen zur Überwindung von Graten und Felsstufen zunehmend geklettert werden, dies geschah jedoch meist technisch.

### Beginn des Freikletterns

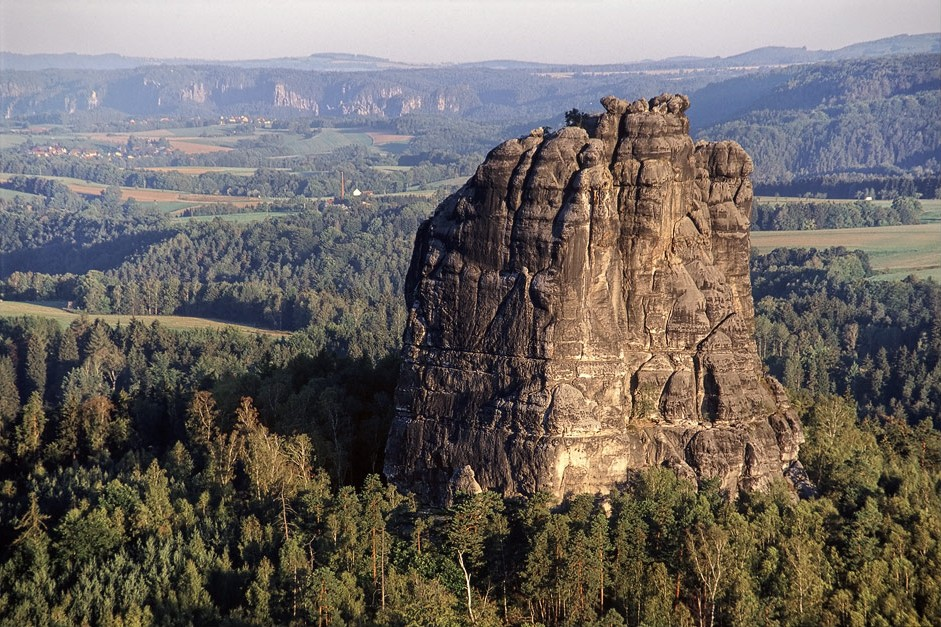
Der Falkenstein in der Sächsischen Schweiz

Als Geburtsstunde des sportlich motivierten Kletterns gilt die Besteigung des Falkensteins in der Sächsischen Schweiz durch Schandauer Turner im Jahr 1864. Ab etwa 1890 entwickelte sich in der Sächsischen Schweiz das Freiklettern, bei dem auf künstliche Hilfsmittel zur Fortbewegung beim Klettern gänzlich verzichtet wird (siehe dazu auch die Geschichte des Kletterns in der Sächsischen Schweiz) und die Sächsischen Kletterregeln festgelegt wurden.
Im Jahr 1911 hat nach dem Mauerhakenstreit der Extremkletterer Paul Preuß seine Leitsätze in 6 Kletterregeln formuliert, deren Grundlage es ist, dass nur solche Stellen geklettert werden sollen, die auch frei, also ohne künstliche Hilfsmittel bewältigt werden können.
1874 wurde der Club Alpin Francais gegründet, dessen Mitglieder an den Sandstein-Blöcken im Wald von Fontainebleau übten. Vorerst wurde das Bouldern vor allem als Training für alpine Unternehmungen betrachtet und entwickelte sich erst in den folgenden Jahrzehnten zu einem eigenständigen Betätigungsfeld. Innerhalb dieser Gruppe wurde viele wesentliche Meilensteine für das Klettern erfunden, wie der moderne Kletterschuh, das Kletterseil aus Nylon oder den Vorläufer der Seilklemme. Bereits 1934 gab es sehr schwierige Boulderprobleme in Fontainebleau, auch wenn das damals noch nicht so genannt wurde. Angeregt durch Fontainebleau, haben John Gill (USA) und Wolfgang Fietz (Deutschland) das Bouldern in ihre Heimatländer importiert und dann weiterentwickelt.

### Technische Epoche
Das technische Klettern wurde ab den 1920er-Jahren verstärkt weiterentwickelt und eingesetzt, wodurch die letzten bedeutenden unbezwungenen Wände der Alpen geklettert werden konnten. Nach dem Zweiten Weltkrieg konnten mithilfe des neu entwickelten Bohrhakens immer abweisendere Felswände geklettert werden. So war es – mit entsprechendem Material- und Zeitaufwand – möglich, praktisch jede Felswand zu bezwingen. Dies mündete schließlich in dem Ziel, sämtliche Wände zu klettern. Mitte der siebziger Jahre begannen einige Alpinisten das technische Direttissima-Klettern als Sackgasse und „Mord am Unmöglichen“ zu kritisieren.

### Renaissance des Freikletterns
Durch die steigende Leistungsorientierung entstand dann Ende der 1960er- und Anfang der 1970er-Jahre auf Basis des Freiklettergedankens aus der Sächsischen Schweiz das Sportklettern. Westdeutsche Kletterer lernten diese Art zu Klettern bei Besuchen im Elbsandsteingebirge kennen, importierten diese nach Westdeutschland und entwickelten sie weiter. Dies mündete schließlich 1975 in den Rotpunkt-Gedanken von Kurt Albert. Seitdem wurden alle Varianten des Kletterns weltweit immer populärer, durch systematisches Training und zunehmende Professionalisierung kam es zu enormen Leistungssteigerungen. Auch im alpinen Bereich wurde der Stil einer Begehung bzw. Besteigung immer wichtiger, auf künstliche Hilfsmittel wird verzichtet und Haken und mobile Sicherungsmittel dienen nur zur Absicherung und nicht zur Fortbewegung.

### Kletter- und Boulderhallen, Etablierung von Wettkämpfen
Einen Boom erlebte Klettern durch die Einführung von Kletter- und Boulderhallen in den letzten 20 Jahren, 2021 gab es bereits 535 Boulder- und Kletterhallen alleine in Deutschland. Besonders großen Zuwachs hat im gleichen Zeitraum das Bouldern erlebt, hier hat sich die Anzahl der Aktiven stark vergrößert. Insgesamt wird von mehr als 600.000 Kletterern und Kletterinnen nur in Deutschland ausgegangen. Von diesen sind rund 66 % männlich und 34 % weiblich.
Seit den späten 1980er-Jahren werden auch zunehmend Kletterwettkämpfe ausgetragen, einer der ältesten ist der Rockmaster in Arco, Italien, der seit 1987 ausgetragen wird und immer noch zu einem der bedeutendsten Wettkämpfe gehört. Anfangs wurden die Wettkämpfe an natürlichen Felsen ausgetragen, dies hat sich aber sehr schnell als unpraktikabel erwiesen, daher finden seit Anfang der 1990er-Jahre die Wettkämpfe ausschließlich an künstlichen Wänden statt.
Das Internationale Olympische Komitee beschloss 2016, Klettern ins olympische Programm aufzunehmen. Bei den Olympischen Sommerspielen 2020 wurde es als kombiniertes Format aus Speed, Boulder und Lead erstmalig ausgetragen. Für die Olympischen Spiele 2024 wurde der Modus geändert: Boulder und Lead werden als kombiniertes Format abgehalten und Speedklettern getrennt gewertet.

## Varianten des Kletterns
Die Übergänge zwischen den einzelnen Varianten des Kletterns sind fließend, oft lassen sie sich nicht klar voneinander abgrenzen.
Zu unterscheiden ist das sportlich orientierte Klettern von Kletterarten, die nur dem Erreichen von unzugänglichen Orten dienen sowie von berufsmäßigen Tätigkeiten.

### Alpinklettern

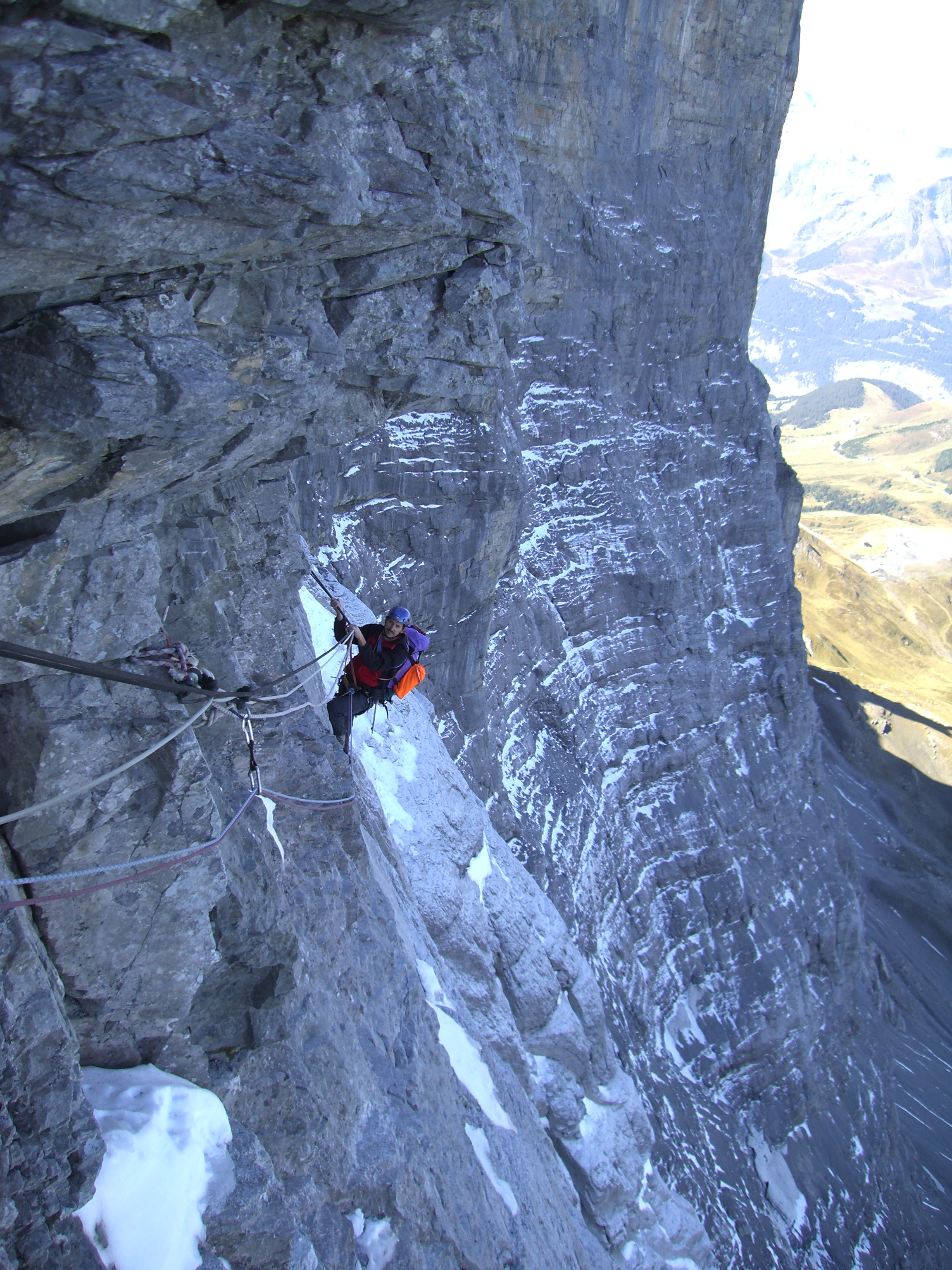
Alpines Klettern in der Eiger-Nordwand

Beim Alpinklettern müssen in der Regel mehrere Seillängen hohe Felswände oder Pfeiler überwunden werden. Da die Kletterer je nach Erreichbarkeit und Ausmaß der Wand ganz oder teilweise auf sich allein gestellt sind, sind eine sorgfältige Routenplanung und -auswahl sowie Kenntnisse in Standplatzbau, Abseilen und Bergungstechniken erforderlich. Auch wenn das Alpinklettern dem Freiklettern zuzuordnen ist, kann es nötig sein, technische Kletterei anzuwenden, um an Stellen, für die der Kletterer keine frei kletterbare Lösung findet, nicht unnötig Zeit zu verlieren und so die Seilschaft in Gefahr zu bringen.
Durch die immer bessere Ausrüstung und den gestiegenen Leistungsstand der Kletterer hält der Sportgedanke inzwischen auch im Alpinklettern Einzug, was sich in der Spielform des sogenannten alpinen Sportkletterns äußert. Hier wird versucht, die Leistungsgrenze auch in alpinen Mehrseillängenrouten immer weiter nach oben zu verschieben.

#### Technisches Klettern
Beim technischen Klettern wird das Seil und eine Vielzahl von Hilfsmitteln – bis hin zu Trittleitern und Steigklemmen – zur Fortbewegung benutzt. Diese Art des Kletterns entstand in den Jahren nach dem Ersten Weltkrieg, erreichte in den 1960er-Jahren ihren Höhepunkt und blieb bis in die 1970er- und 1980er-Jahre sehr populär. Heute wird technische Kletterei nur noch vereinzelt angewendet, meist bei Freikletterversuchen zum Überwinden von anders nicht kletterbaren Stellen.

#### Bigwall-Klettern
Das Bigwall-Klettern ist das Beklettern sehr hoher Felswände wie z. B. denen im Yosemite Valley in den USA, im Nationalpark Paklenica in Kroatien, in Norwegen oder in Pakistan.
In der Regel werden Bigwalls zum großen Teil technisch durchgeführt. Auch wenn die gestiegenen Leistungen der Spitzenkletterer dazu geführt haben, dass einige der ehemaligen Techno-Linien im Yosemite mittlerweile frei geklettert werden konnten, so ist aufgrund der Kompaktheit des Felsens – meistens Granit – die freie Begehung für die meisten Aspiranten eine Utopie. Da das technische Klettern erheblich zeitaufwändiger ist als eine freie Begehung und zudem sehr viel Material erfordert, kann es erforderlich sein, Lebensmittel und Übernachtungsmaterial mitzunehmen, um in der Wand übernachten zu können.

### Freiklettern
Beim Freiklettern (engl. Free Climbing) dürfen zur Fortbewegung nur der Fels und der eigene Körper genutzt werden. Seil und technische Hilfsmittel dienen lediglich zur Sicherung gegen Absturz, nicht aber der Fortbewegung (der Begriff beschreibt also nicht, wie oft angenommen, das Klettern ohne Sicherung, das man in diesem Zusammenhang als free solo bezeichnet). Dabei sind die Kletterrouten in der Regel mit Felshaken ausgestattet oder müssen selbst mit Haken, Klemmkeilen, Friends oder Bandschlingen abgesichert werden.
Diese Art des Kletterns wurde schon seit Ende des 19. Jahrhunderts u. a. in der Sächsischen Schweiz und auch in den Ostalpen praktiziert. Herausragende Vertreter waren hier Paul Preuß und Rudolf Fehrmann. Letzterer definierte für das Elbsandsteingebirge erstmals fest definierte Regeln. In Europa geriet das Freiklettern vor allem im Alpenraum mit dem aufkommenden Technischen Klettern ins Hintertreffen und wurde erst in den 1970er- und 1980er-Jahren von den westeuropäischen Kletterern wiederentdeckt, die es in der Sächsischen Schweiz und den USA abgeschaut hatten. Es ist heute die populärste Form des Kletterns.
Im Freiklettern lassen sich verschiedene Varianten unterscheiden:

#### Sportklettern
Das Sportklettern ist eine Variante des Freikletterns, bei welcher der sportliche Aspekt im Vordergrund steht. Sportkletterrouten sind meist mit zahlreichen fest angebrachten Sicherungspunkten abgesichert, um das Risiko bei einem Sturz zu minimieren. Sportklettern wird sowohl an künstlichen Anlagen (Kletterhallen) wie auch an natürlichen Felsen, in so genannten Klettergärten, betrieben. Die Athleten können sich in regionalen, nationalen und internationalen Wettkämpfen messen, die meist an Kunstwänden durchgeführt werden.

#### Hallenklettern
Mit der stark zunehmenden Verbreitung von Kletterhallen in kommerzieller oder vereinsbetriebener Hand (v. a. DAV) hat sich das Hallenklettern als sportliche Betätigung für viele Kletterer etabliert. Ein zunehmender Teil von Kletterern sieht das Klettern in der Halle als reine Ausgleichssportart an. Hallenklettern ist witterungsunabhängig und bietet einen komfortablen Zugang zum Klettern. Insbesondere nutzen auch viele schulische Einrichtungen Kletterhallen, um einen abwechslungsreichen und sicheren Sportunterricht bieten zu können. Das Hallenklettern ermöglicht die Kletterarten Bouldern, Toprope und Vorstieg.
Durch das Hallenklettern ist das Leistungsniveau in Kletterwettkämpfen in den letzten Jahren erheblich gestiegen. Aufgrund intensiver Jugendarbeit und altersgerechtem Training ist die Leistungsspitze beim Klettern schon in sehr jungen Jahren zu erreichen. Das Hallenklettern hat dem Klettersport damit neue Bereiche geöffnet.

#### Bouldern
Bouldern ist das Klettern an Felsblöcken (engl.: Boulder) in Absprunghöhe. Beim Bouldern liegt der Schwerpunkt in der Regel bei kürzeren (nicht so hohen), nur wenige Züge langen sogenannten „(Boulder-)Problemen“, die teilweise schwierige, selbst innerhalb des Kletterns ungewöhnliche Bewegungsabläufe erfordern. Eine Seilsicherung ist hierzu nicht notwendig, zur Dämpfung von Stürzen werden Crashpad genannte Matten verwendet. Zusätzlich zu Crashpads kann die Hilfestellung eines oder mehrerer Sicherungspartner, Spotter genannt, nötig sein. Der Spotter soll den Kletternden nicht auffangen, sondern lediglich sicherstellen, dass er sicher auf dem Crashpad landet und sich bei steinigem Gelände nicht verletzt. Bei stark überhängenden Bouldern sorgt der Spotter dafür, dass der Kletterer im Sturzfall mit den Füßen voran auf dem Crashpad landet. Es kann sowohl an Naturfelsen als auch an Kunstwänden gebouldert werden, außerdem ist Bouldern eine Disziplin des Wettkampfkletterns.

#### Buildering/Gebäudeklettern
Aus dem Sportklettern, insbesondere aus dem Bouldern, entwickelte sich eine neue Unterart, das Gebäudeklettern (englisch buildering). Es findet – nicht selten illegal – an Fassaden und architektonischen Monumenten statt. Bekanntester Vertreter dieser Art des Kletterns ist der Franzose Alain Robert, der zudem in der Regel auch Free Solo klettert.
Eine andere Art von Buildering stellt das legale, abgesicherte Klettern an zu Kletteranlagen umgewidmeten Gebäuden dar, wie dies zum Beispiel an einem ehemaligen Luftschutzbunker in Berlin praktiziert wird.

### Speedklettern
Beim Speedklettern geht es darum, in möglichst kurzer Zeit eine Route zu klettern. Dies wird sowohl am Fels (in freier oder technischer Kletterei) wie auch an künstlichen Wänden (meist in Form von Wettkämpfen) durchgeführt.

### Free Solo
Beim Free Solo (englisch für freies Solo) wird auf alle Formen von Hilfs- und Sicherungsmitteln verzichtet. Dabei führt ein einzelner Fehler meist zum Absturz, weswegen diese Art des Kletterns häufig als die gefährlichste und spektakulärste angesehen wird.
Am 3. Juni 2017 bestieg Alex Honnold allein, ohne technische Hilfsmittel und ohne Sicherung, den El Capitan auf der Route Freerider. Im Jahr 2018 erschien der Dokumentarfilm Free Solo, der Honnold bei diesem Durchstieg begleitete. Der Film gewann 2019 den Oscar als bester Dokumentarfilm.

### Deep Water Soloing
Deep-Water-Soloing (DWS), auch Psicobloc, ist ungesichertes Klettern über tiefem Wasser. Im Falle eines Sturzes wird der Kletterer vom Wasser aufgefangen.

### Klettern in besonderem Gelände

#### Klettersteig-Gehen
Klettersteige sind mit fest angebrachten Sicherungsmitteln wie Leitern und Stahlseilen gesicherte Steige oder Kletterrouten. Der Kletterer ist durch eine Sicherheitsvorrichtung – dem Klettersteigset – mit dem Stahlseil oder der Leiter verbunden. Je nach Schwierigkeitsgrad wird der Kontakt mit dem Felsen häufig durch künstliche Tritte und Leitern ersetzt. Es werden also technische Hilfsmittel zur Fortbewegung verwendet.

#### Eisklettern und Mixed-Klettern
Eisklettern ist das Klettern an Eisformationen wie zum Beispiel gefrorenen Wasserfällen und Eiszapfen. Die Kletterer verwenden Steigeisen und Eisgeräte (spezielle Eispickel), um am Eis zu klettern und Zwischensicherungen in Form von Eisschrauben anzubringen. Da im Zustieg oder im Verlauf einer Route auch unvereiste (Fels-)Stellen auftreten können, entwickelte sich das Mixed-Klettern als Spezialform des Eiskletterns.

#### Höhlenklettern
Der Begriff Höhlenklettern wird umgangssprachlich für die Fortbewegung in einer Höhle verwendet und ist kein definierter Kletterstil. Es kann sich dabei einfach nur um Gehen und Schlufen handeln. Genauso können einfache Stellen frei geklettert werden oder es kommen Strick- und Aluleitern zum Einsatz. Zum Befahren von Schächten wird die Einseiltechnik verwendet.

#### Rettungsklettern
Eine Sonderform des technischen Kletterns ist das im Rahmen der Bergrettung trainierte Klettern, das ein hochgerüstetes Repertoire an zusätzlicher Technik erfordert, um neben der Selbstsicherung auch noch Bergungen durchführen zu können. Heute ist die Kombination aus klettertechnischem Zugang zur Unfallstelle und Hubschrauberunterstützung gang und gäbe, was weitere Spezialisierung in der Technik erfordert.
Unter dieses Thema fällt auch alpinistisches Basiswissen wie die Kameradenbergung bei Verstieg im ausgesetzten Gelände, Selbstrettung aus der Gletscherspalte mittels Prusiktechnik oder grundlegende Sicherungsmaßnahmen für den Notabstieg, wie sie in Alpinkursen vermittelt werden.

#### Klettern als berufsmäßige Tätigkeit
Zum Erreichen von nicht anders zugänglichen Orten ist in manchen Berufsfeldern die Anwendung von Klettertechniken notwendig (Arbeitsplatzpositionierung). Diese entwickelten sich aus dem technischen Klettern, vor allem aber aus der Einseiltechnik der Höhlenforschung, verfügen heute jedoch über ein eigenständiges Repertoire an Techniken, Methoden und Materialien sowie über eine eigene rechtliche Basis in Bezug auf Sicherheit.
So werden bei Reinigungs-, Wartungs- und Montagearbeiten an unzugänglichen Stellen wie Hochhausfassaden seilunterstützte Zugangstechniken angewendet.

In Forstwirtschaft und Baumpflege werden seilunterstützte Baumklettertechniken genutzt, um Bäume zu pflegen oder zu fällen.

Daneben hat sich auch das „Rettungsklettern“ zu einer in diesem zivilisatorischen Umfeld ausgeführten Variante weiterentwickelt, spezielle Gruppen für Rettungseinsätze an Gebäuden gibt es heute auch in Rettungsdiensten wie der Feuerwehr und anderen Rettungsdiensten. Für die Rettungsgewährleistung im gewerblichen Bereich gibt es auch gewerbliche Anbieter der Höhenrettung.

#### T5-Klettern
Eine Variante bei der GPS gestützten Schnitzeljagd Geocaching ist das T5-Kletter-Cachen. Das T5 steht hierbei für die Geländewertung (Terrain 5 von 5). Ein Logbuch, ähnlich einem Gipfelbuch, wird in einem kleinen Behältnis (dem sogenannten Cache) an einer ohne Hilfsmittel unzugänglichen Stelle deponiert. Diese Stelle muss erklettert werden, um sich eintragen zu können. Da sich ein Cache an den verschiedensten Orten, wie zum Beispiel Berggipfeln, Gebäuden, alten Strommasten, Bäumen, Tunneln usw. befinden kann, können eine Vielzahl von unterschiedlichen Klettertechniken zum Einsatz kommen, die zum Teil kombiniert und den entsprechenden Anforderungen angepasst werden müssen. Ein Beispiel hierfür ist der Bau einer Seilbahn, um einen Punkt zu erreichen, an dem man sich sonst nicht sichern könnte.

## Begehung von Routen
Bei der Begehung einer Route ist häufig nicht nur wichtig, ob eine Route geklettert wurde, sondern auch wie. Dabei werden die Möglichkeiten eine Route zu klettern unterschieden, und zwar nach sicherungstechnischen (Vorstieg, Nachstieg, Toprope) und sportlichen (onsight, flash, rotpunkt) Aspekten.

### Vorstieg

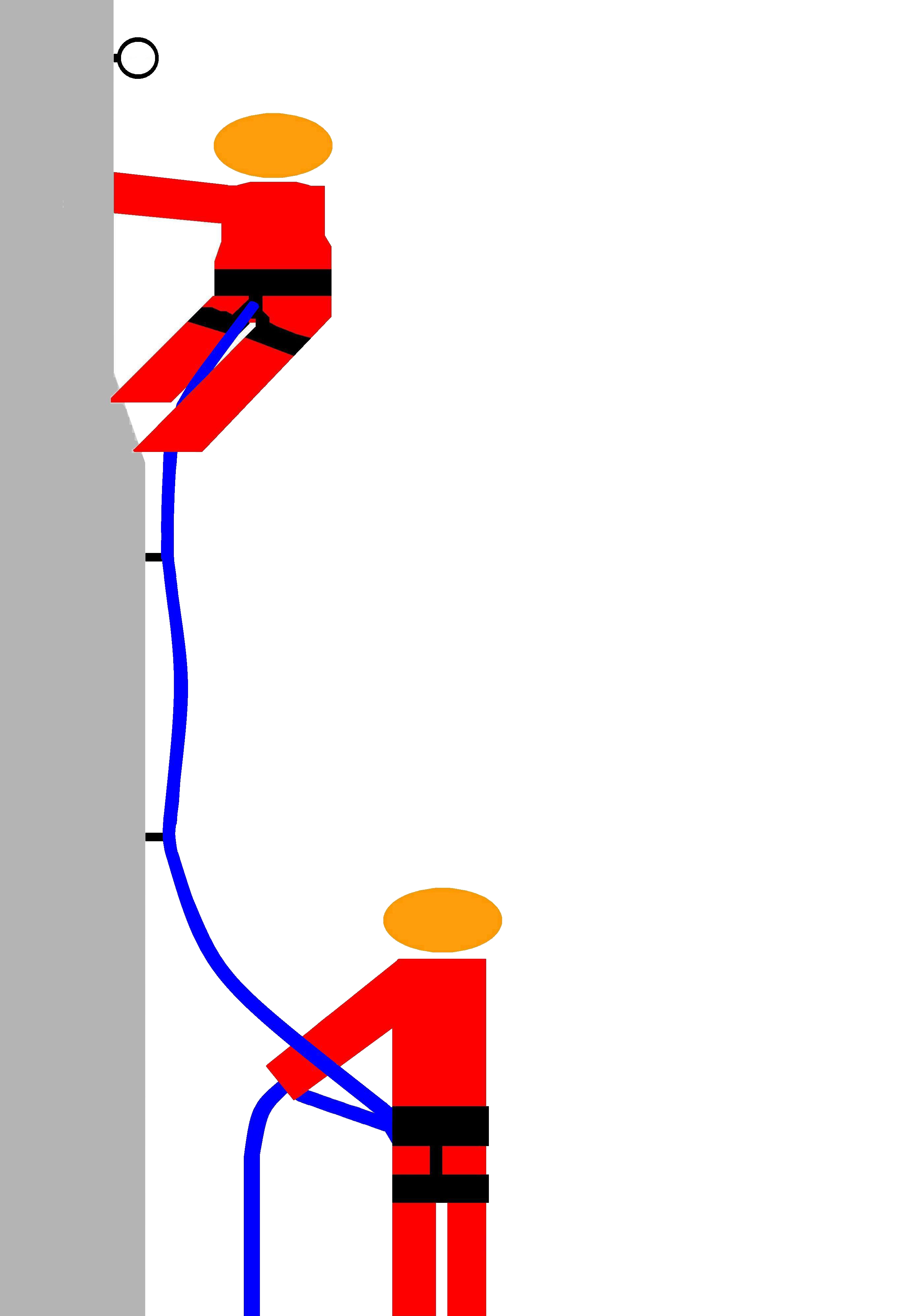
Klettern im Vorstieg

Beim Vorsteigen wird der Kletterer vom Sicherungspartner von dem Punkt aus gesichert, an dem mit dem Klettern nach oben oder seitlich begonnen wurde. Somit wird von unten oder seitlich gesichert. In gewissen Abständen hängt der Kletterer das Seil in Zwischensicherungen ein. Zwischensicherungen können entweder bereits vorhanden sein (Ringe, Haken) oder müssen vom Vorsteiger selbst angebracht werden (Klemmkeile, Friends, Knotenschlingen). Im Falle eines Sturzes fällt er dann so weit unter die letzte Zwischensicherung, bis das Seil gestrafft ist.
Sturztiefe = Seildehnung + Schlappseil + 2 × (Abstand von der letzten Zwischensicherung zur Sturzstelle).
Die gefährlichste Situation ist damit prinzipiell dann gegeben, wenn noch keine Zwischensicherung eingehängt ist. Hier kann es zu Stürzen mit Bodenkontakt oder, bei Mehrseillängenrouten, dem maximalen Sturzfaktor 2 kommen, falls der Kletterer am Sichernden vorbei stürzt. Das „richtige Stürzen“ kann durch Übung, also bewusstes Stürzen in sicherem Gelände am besten unter professioneller Anleitung trainiert werden. Die dadurch zu erreichende Körperkontrolle vermindert die Gefahr, sich während eines Sturzes zu verletzen, erheblich.
Am harmlosesten sind Stürze im Vorstieg bei eingehängter Zwischensicherung im stark überhängenden Gelände, da dort die Gefahr, sich durch Wandkontakt zu verletzen, erheblich verringert ist. Doch muss auch hier das Stürzen gelernt sein, da der Stürzende sich durch die scheinbar geringe Verletzungsgefahr oft irritieren lässt und dadurch unkonzentrierter klettert/stürzt. In sehr einfachem, gestuftem Gelände sollte nach Möglichkeit gar nicht gestürzt werden, da der Kletterer Wand- oder Bodenkontakt bekommt, bevor das Seil gestrafft ist.
Bei einem Sturz des Kletterers entsteht eine sehr hohe Energie, die von der Seildehnung im Seil und dem Sichernden abgebaut wird. Daher sollte nach Angaben des Deutschen Alpenvereins (DAV) der Kletterer maximal das 1,3fache Körpergewicht des Sichernden haben, da sonst der Sichernde bei einem Sturz des Kletterers eine zu starke Beschleunigung erfährt und die Kontrolle über das Seil verlieren kann. Die Beschleunigung entsteht durch die Zugkraft des Seils. Es kann dabei zu einem Bodensturz des Kletterers führen. Ist der Gewichtsfaktor (Gewichtsunterschied von Kletterpartnern) größer, sollten zusätzliche Maßnahmen getroffen werden, um das Verletzungsrisiko zu minimieren.

### Nachstieg

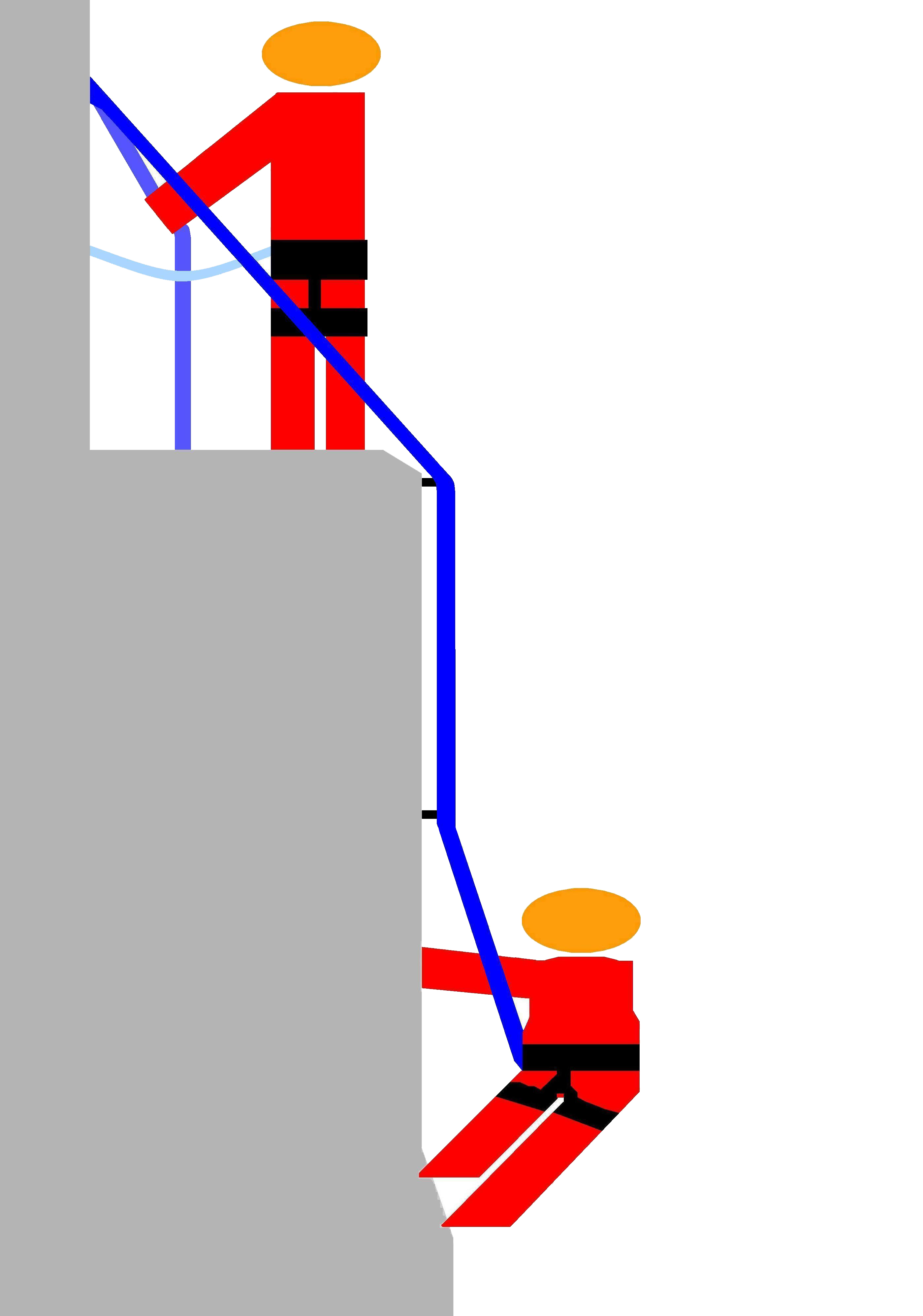
Klettern im Nachstieg

Wird in Mehrseillängenrouten zu zweit (in „Zweierseilschaft“) oder zu dritt („Dreierseilschaft“) geklettert, steigt der erste Kletterer vor. Beim Sächsischen Klettern werden auch Routen mit einer Seillänge in Vor- und Nachstieg begangen. Sobald der Vorsteiger einen Standplatz, also eine zum Sichern geeignete Stelle im Fels, erreicht und eingerichtet hat, können die weiteren Kletterer nachsteigen. Der nachsteigende Kletterer ist räumlich gesehen unter dem Sicherungspartner und steigt zu ihm hoch. Um Zeit und einen Standplatzwechsel zu sparen, ist es manchmal üblich, dass der nachsteigende Kletterer anschließend gleich im Vorstieg weiterklettert und eine Seillänge über dem Sicherungspartner den nächsten Standplatz einrichtet.
Beim Nachstieg kommt das Seil wie beim Toprope-Klettern von oben. Trotzdem verlaufen Stürze nicht immer so harmlos wie beim Toprope-Klettern, da im alpinen Gelände häufig gestuftes Gelände oder Quergänge mit Pendelsturzgefahr anzutreffen sind.
Das Nachsteigen in Kletterhallen oder Seilgärten ist unüblich, weil selten über mehrere Seillängen geklettert wird und es keines besonderen Trainings bedarf. Allerdings kann das Einrichten eines Standplatzes hier für alle gut beobachtbar technisch geübt werden.

### Toprope

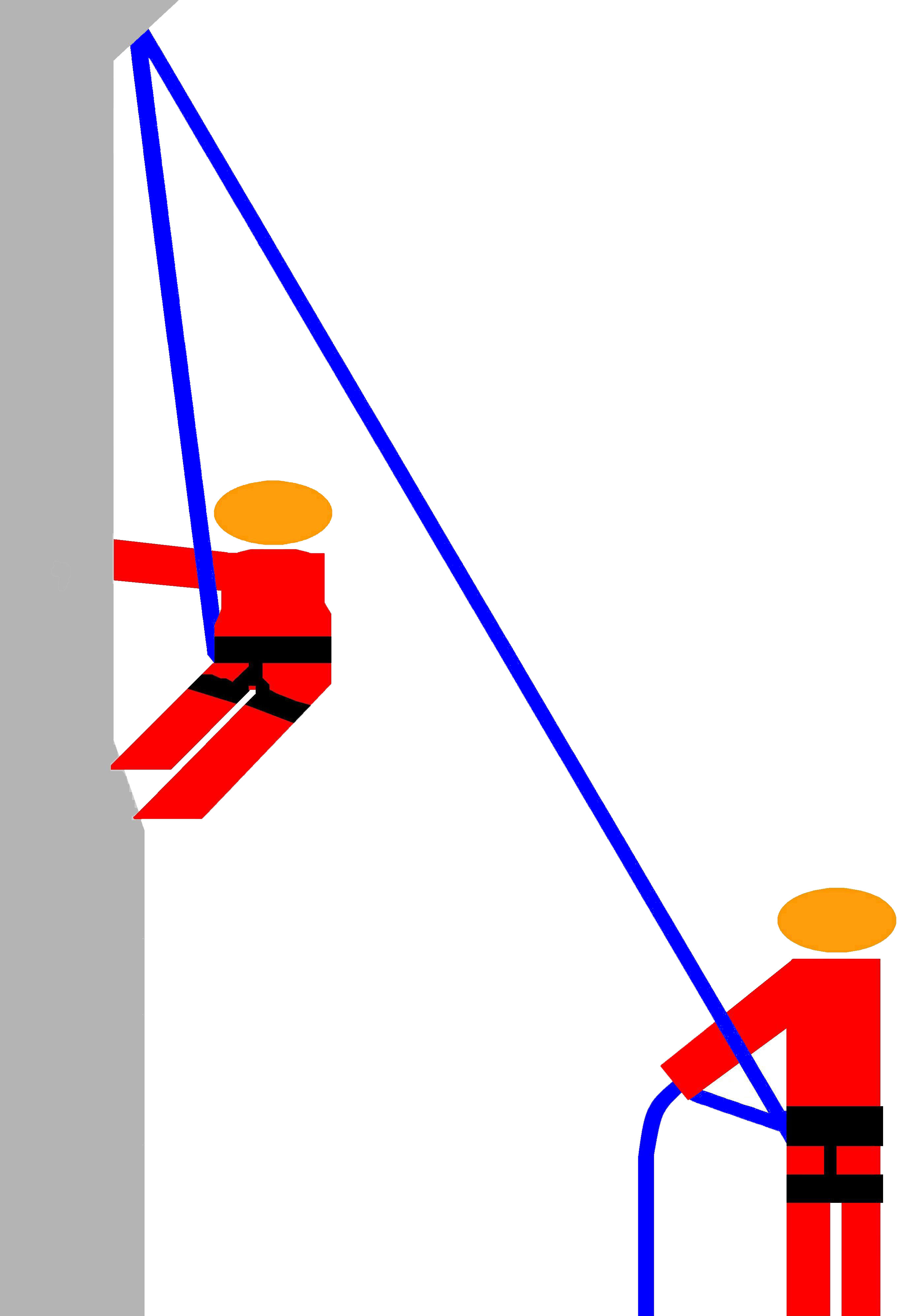
Toprope-Klettern

Beim Toprope-Klettern läuft das Sicherungsseil vom Sichernden nach oben, dort durch eine Umlenkung und wieder nach unten zum Kletternden. Das Sicherungsseil kommt also von oben; daher kommt auch der englische Name. Wenn der Kletterer beim Toprope-Klettern stürzt, fällt er nicht tief und wird aufgrund der Seildehnung sanft aufgefangen. Die Sturzhöhe ist hauptsächlich abhängig von der Länge und Elastizität des Seils sowie dem Durchhang des Seils, genannt Schlappseil.
Nachdem der Kletterer das Ende der Route erreicht hat (oder keine Lust, Zeit oder Kraft mehr hat), setzt er sich „ins Seil“ und wird vom Sichernden abgelassen.
Beim ersten Mal Toprope-Klettern wird meist dicht über dem Boden geübt, wie man sich ins Seil setzt. Es erfordert bei Anfängern häufig eine gewisse Überwindung, mit den Händen die Griffe loszulassen und sein Gewicht dem Seil anzuvertrauen. Manchen fällt das leichter, wenn sie sich mit einer Hand am Seil festhalten und dann erst die Griffe loslassen.
Toprope wird als Sicherungsform oft in Kletterhallen oder Klettergärten angewendet, das Risiko wird dabei im Vergleich zum Vorstiegsklettern als gering angesehen. Fast alle Kletterer machen ihre ersten Klettererfahrungen mit Toprope-Sicherung. Außerdem ist es üblich, schwierige Routen Toprope auszubouldern (d. h. die einzelnen Kletterzüge auszuprobieren, bevor man die ganze Route klettert).

### Begehungsstile
Vor allem beim Freiklettern ist neben der reinen Schwierigkeit einer Route auch die Angabe des Begehungsstils wichtig, in dem die Route begangen wurde. Als anerkannte Leistungen gelten nur Begehungen, die im Rotpunkt- oder einem höherwertigen Stil erfolgt sind, das heißt im Vorstieg und in freier Kletterei.

## Bewertung von Routen
Die Schwierigkeiten verschiedener Kletterrouten werden durch Schwierigkeitsskalen vergleichbar, auf denen die Schwierigkeit der Route bewertet wird. Es existieren weltweit verschiedene Schwierigkeitsskalen, die sich teilweise unabhängig voneinander entwickelt haben und unterschiedliche Schwerpunkte bei der Bewertung setzen. Daher ist es oft sehr schwierig die einzelnen Skalen miteinander zu vergleichen.
International ist im Freiklettern die französische Schwierigkeitsskala maßgebend. Die nach oben offene Skala umfasst derzeit Schwierigkeitsgrade von 1 bis 9c. Ab dem 2. bis 3. Grad sind die Stufen in a, b und c unterteilt und können durch ein zusätzliches „+“ für eine höhere Schwierigkeit gekennzeichnet werden.
In Deutschland ist zur Bewertung von Freikletterrouten die nach oben offene UIAA-Skala üblich, die im Augenblick von I (leicht) bis XI+/XII- (von wenigen Profis erreichter Grad) reicht. Die einzelnen Grade können noch mit Plus (schwerer) und Minus (leichter) unterteilt werden. Im Osten Deutschlands, vor allem in der Sächsischen Schweiz und im Zittauer Gebirge, ist die in römischen Ziffern geschriebene sächsische Skala üblich, die derzeit bis zum XII. Grad reicht. Hierbei wird ab dem VII. Grad in a, b und c unterschieden. Neben den genannten Skalen gibt es noch zahlreiche weitere. Häufiger verwendet werden derzeit unter anderem die Amerikanische, Australische und Britische Skala, wobei die Britische Skala neben der reinen Schwierigkeit noch eine Bewertung für die Ernsthaftigkeit, also die bei einem Sturz auftretende Gefahr, beinhaltet.
Ebenso wie für das Freiklettern gibt es Schwierigkeitsskalen für die meisten anderen Formen des Kletterns. So werden Boulderprobleme unter anderem mit der Fontainebleau-Skala gekennzeichnet. Beim Eisklettern wird hauptsächlich die Water-Ice-Skala verwendet, die vor allem die Steilheit des Eises wiedergibt.

## Klettern und Risiko
Klettern wird von vielen als eine besonders gefährliche Beschäftigung wahrgenommen, da hin und wieder in den Medien von Todesfällen berichtet wird. Auch die Darstellung besonders spektakulärer und risikoreicher Kletteraktionen in den Medien könnte zu dieser Einschätzung beigetragen haben. Kletterer vertreten dagegen die Auffassung, dass ihre Sportart durch die korrekte Anwendung und Verbesserung der Sicherungstechniken sehr sicher ausgeübt werden kann.
Tatsächlich ist die Anzahl der schweren Unfälle im Vergleich zur Anzahl der Kletterer gering. Dies gilt insbesondere für das Sportklettern, das meist an gut abgesicherten Routen betrieben wird. Im Gegensatz zum Sportklettern am Fels, bei dem nur eingeschränkt nutzbare statistische Daten vorhanden sind, gibt es mehrere aussagekräftige Statistiken zum Unfallrisiko beim Indoorklettern, welche allesamt ein niedriges Unfallrisiko aufzeigen (0,6 % Unfallrisiko pro Sportler im Jahr, beziehungsweise 0,016 % pro Klettertag für Verletzungen aller Schweregrade). Die Hauptunfallquelle bei den seltenen schweren Unfällen ist menschliches Versagen, Seilrisse kommen unter normalen Bedingungen im Klettergarten und sachgemäßem Gebrauch seit der Einführung moderner Kernmantelseile in den 1960er-Jahren praktisch nicht mehr vor. Sogar bei der riskantesten Form des Kletterns, dem Free-Solo-Klettern, bei dem ein einzelner Fehler zu einem tödlichen Absturz führen kann, kommt es nur äußerst selten zu Unfällen, da im Normalfall nur Kletterer, die den großen psychischen wie klettertechnischen Belastungen gewachsen sind, diese Risiken eingehen. Zudem zeigen die Statistiken, dass die meisten schweren Unfälle nicht während des Kletterns am Fels, sondern beim Zustieg zum Fels oder am Fuß des Berges/Felsens passieren, etwa durch Steinschlag. Dennoch bleibt das Klettern, vor allem das Klettern in alpiner Umgebung, wie alle Bergsportarten, eine Sportart mit gewissen Risiken. Gefahren für Leib und Leben können dabei verringert, aber nicht ausgeschlossen werden.
Um das Risiko eines Unfalls zu minimieren, wird dazu geraten, die Sicherheitstechniken sorgfältig zu erlernen und die anerkannten Sicherheitsregeln zu beachten. Informationen hierzu erhält man bei den Sektionen der verschiedenen alpinen Vereine (Deutscher Alpenverein; Österreichischer Alpenverein; Alpenverein Südtirol; Schweizer Alpen-Club). Zusätzlich bieten der Österreichische Alpenverein und der Deutsche Alpenverein seit Anfang 2005 die Möglichkeit, seine Fertigkeiten beim Sichern und Klettern durch eine Prüfung bestätigen zu lassen. Wer die Prüfung besteht, erhält den sogenannten Kletterschein.

## Verletzungen
Eine britische Studie befasste sich mit der Häufigkeit von Kletterverletzungen: 
- 40 Prozent Fingerverletzungen
- 16 Prozent Schulterverletzungen
- 12 Prozent Ellbogenverletzungen
- 5 Prozent Knieverletzungen
- 5 Prozent Rückenverletzungen
- 4 Prozent Handgelenkverletzungen

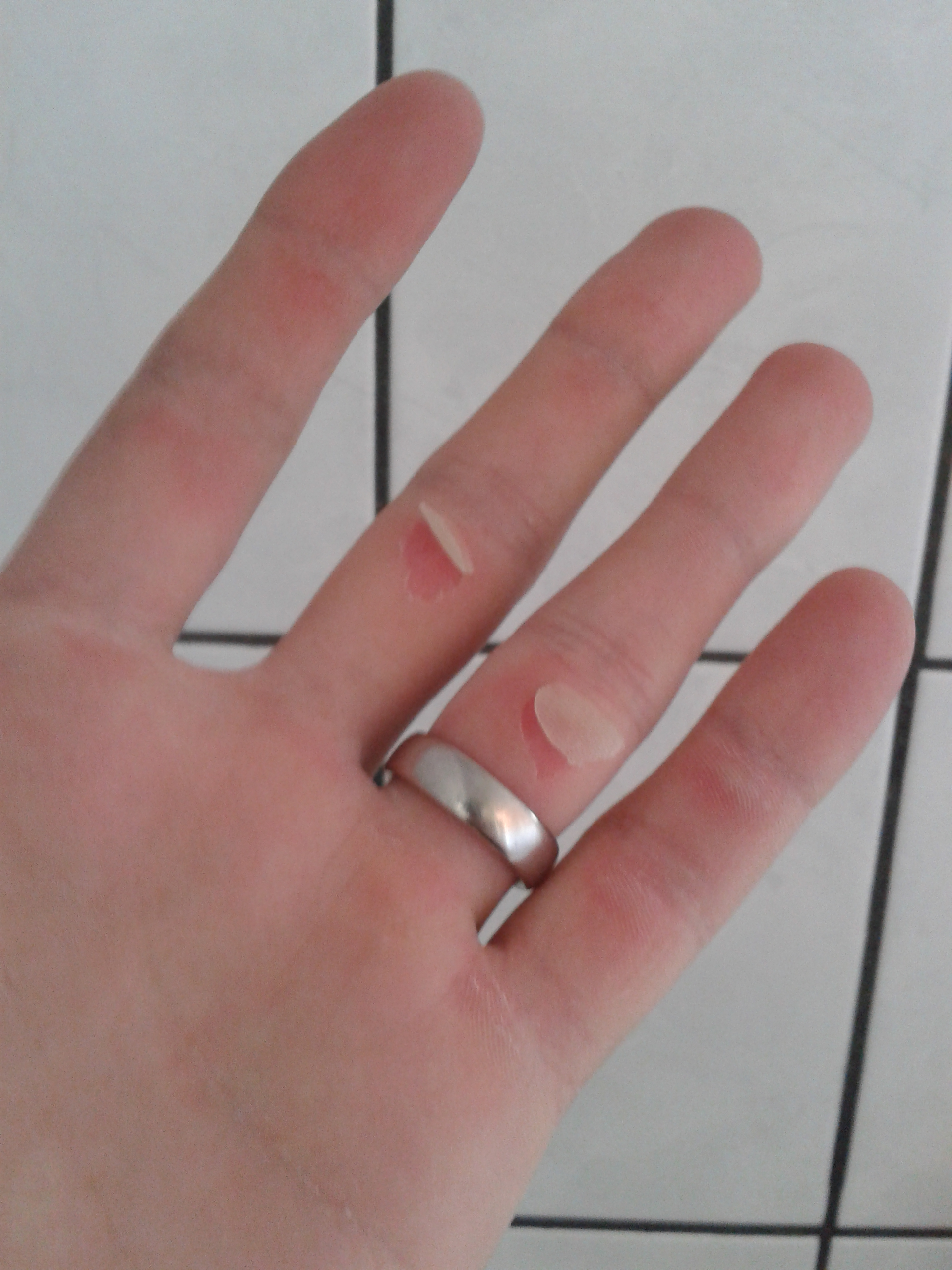
Aufgerissene Schwielen nach dem Klettern

Vom regelmäßigen Kontakt mit Fels und Seil entwickeln Kletterer oft Schwielen an den Händen, die aufreißen und schmerzhaft sein können. Diese Art von Verletzung wird auch als Flapper (englisch) bezeichnet. Zusätzlich trocknet das verwendete Magnesia die Hände aus.

## Naturschutz

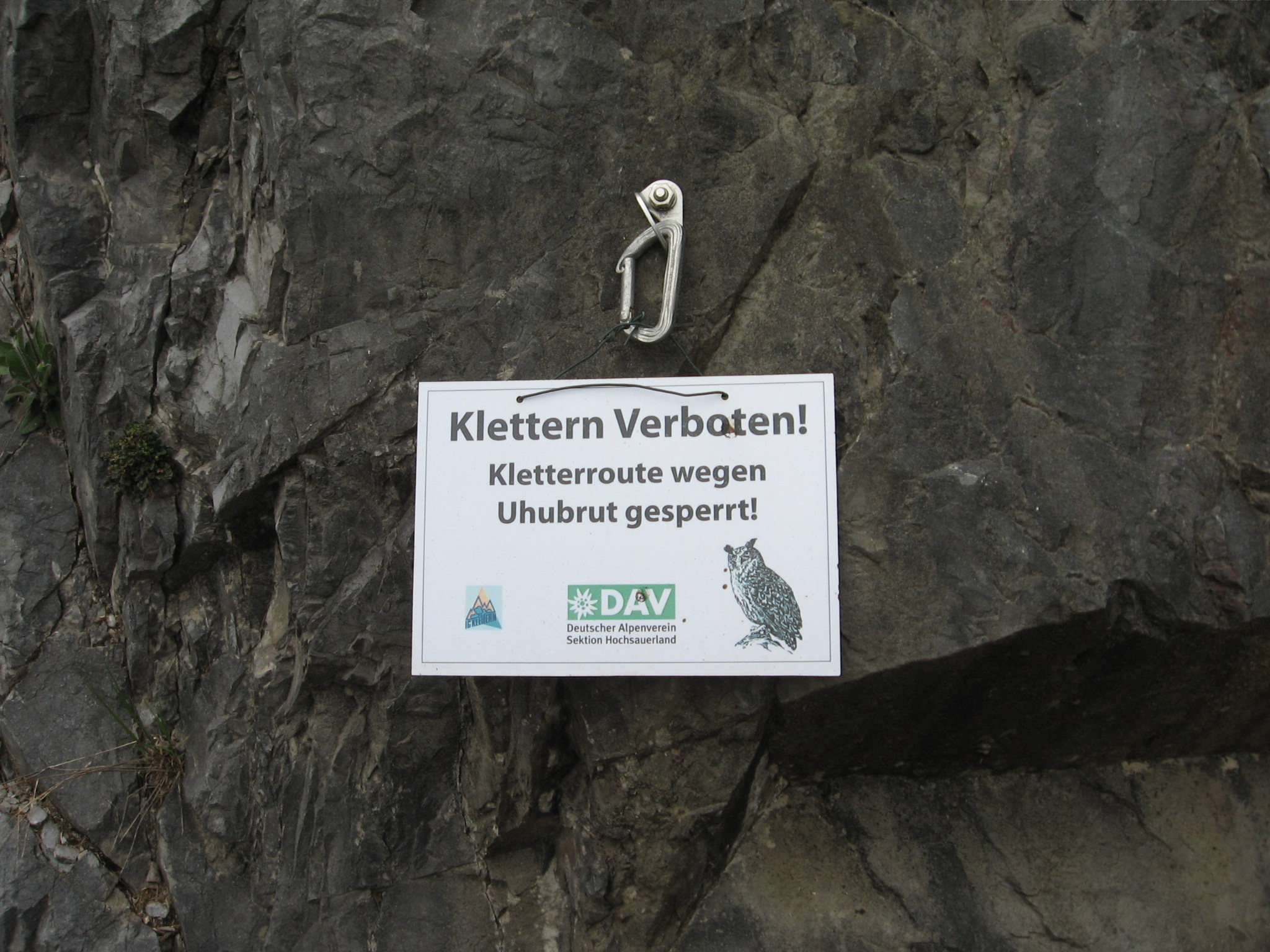
Kletterverbotschild wegen Uhubrut

Da das Klettern traditionell in der freien Natur ausgeübt wird und Felsen oft empfindliche Ökosysteme beherbergen, kam es mit zunehmender Popularität der Sportart zu Konflikten zwischen den Bedürfnissen der Kletterer und Umweltschutzbelangen.
Vertreter des Naturschutzes verweisen darauf, dass die Felsen oft empfindliche Biotope bilden und Heimat seltener Pflanzen und Tiere (vor allem von Vögeln) seien.
Dem Umweltschutzaspekt sei der Vorrang zu geben und das Erholungsinteresse der Kletterer müsse im Zweifel dahinter zurücktreten. Im Extremfall wird die Meinung vertreten, das Klettern sollte nur an künstlichen Anlagen ausgeübt werden, um die Natur so stark wie möglich zu schonen.
Probleme bereiten Klettersportler insbesondere felsbrütenden Vogelarten wie Uhu und Wanderfalke. In der Brutzeit ungestörte Felsen bzw. Steinbrüche sind für diese Arten überlebenswichtig, die bis zum Selbstständigwerden der Jungen von Februar bis August reichen kann. Wie schwer die Folgen unregulierten Klettersports in Uhulebensräumen im Extremfall sein können, zeigen langjährige Beobachtungen der Gesellschaft zur Erhaltung der Eulen in der Eifel. In Thüringen wurden zwischen 1973 und 2015 mindestens 91 Bruten nach Störungen von Kletterern aufgegeben. Um dieses Problem zu lösen, wurden von der IG Klettern und anderen Verbänden zahlreiche zeitlich begrenzte Sperrungen in der Brutzeit seltener Vögel vereinbart.
Im Jahr 2011 kamen die Regensburger Biologen Christoph Reisch und Frank Vogler in einer Untersuchung zum Ergebnis, dass sich der Klettersport negativ auf die Samenausbreitung seltener Pflanzen wie zum Beispiel des Gelben Hungerblümchens (Draba aozides) auswirke und auch die genetische Variabilität des Hungerblümchens an Kletterfelsen eingeschränkt sei.
Von Seiten der IG Klettern Basel wurde sie angezweifelt, da sich glatte, vegetationsarme Zonen, die weniger Habitatmöglichkeiten besitzen, per se besser zum Klettern eignen als brüchige, bewachsene Bereiche.
Um die negativen Auswirkungen des Klettersports auf die Natur zu verhindern, wurden von der IG Klettern und weiteren Vereinen für die meisten Gebiete Kletterkonzeptionen erarbeitet, die meist auf Basis freiwilliger Regelungen das Klettern kleinräumig so einschränken, dass auf Pflanzen- und Tierschutz Rücksicht genommen wird. Viele vertreten daher die Meinung, dass Umweltschutz und Klettern schon mit relativ geringen Einschränkungen für die Kletterer vereinbar sind.
Gerade die Ausübung des Sportes in der freien Natur fördere eine Verbundenheit mit der Natur und das Interesse an deren Erhaltung. Bei der Einführung von Umweltschutzmaßnahmen solle man deshalb auf die Interessen der Kletterer Rücksicht nehmen. Insgesamt solle das Klettern möglichst wenig reguliert werden und notwendige Einschränkungen (wie zum Beispiel die Sperrung von Felsen) sollen auf ein Mindestmaß reduziert werden. In Bayern ist ein entsprechendes Vorgehen zur Erstellung von Kletterkonzeptionen zwischen IG Klettern, DAV und Behörden vertraglich geregelt.
Die Lage in der Bundesrepublik ist derzeit uneinheitlich. In vielen Gebieten erarbeiten die Interessenvertretungen der Kletterer, wie die IG Klettern und der Deutsche Alpenverein (DAV), Kompromisslösungen, bei denen der Erhaltung von Klettermöglichkeiten ebenso Rechnung getragen wird wie dem Umweltschutz. Während in einigen Klettergebieten fast alle Felsen komplett gesperrt wurden – so etwa in Nordrhein-Westfalen  –, ist in anderen Regionen das Klettern ungehindert möglich. Anderswo wurden Kompromisslösungen gefunden, wie zeitlich und räumlich beschränkte Kletterverbote oder ein freiwilliger Verzicht, so etwa in der Sächsischen Schweiz, wo gemeinsam mit der dortigen Nationalparkverwaltung Kletterkonzeptionen für alle Teilgebiete erarbeitet wurden und sich Kletterer auch aktiv an Schutzmaßnahmen beteiligen, etwa durch Bewachung brütender Wanderfalken an temporär gesperrten Klettergipfeln.
In Österreich und Südtirol wird das Klettern auch von der öffentlichen Hand gefördert. Führend ist dabei etwa Tirol, hier gibt es mit dem Ruhegebiet eine eigene Kategorie zum Schutz gegen touristische Übernutzung. In Österreich und Südtirol setzt man primär auf Klettergebietsmanagement als örtliches und regionales Kompromisskonzept zwischen Eigentümern, Schutzbehörden und Tourismus- und Klettererverbänden, da mit dem OeAV, AVS und den anderen Bergsportvereinen traditionell sowohl im Alpinsport als auch im Umweltschutz aktive Institutionen zu finden sind.
Im außeralpinen Raum Österreichs haben sich ebenfalls in jüngeren Jahren Klettergebiete entwickelt, die in landschaftlich reizvollen Schutzzonen in Konflikt mit dem Umweltgedanken kommen können (etwa in der Wachau).

## Klettern lernen

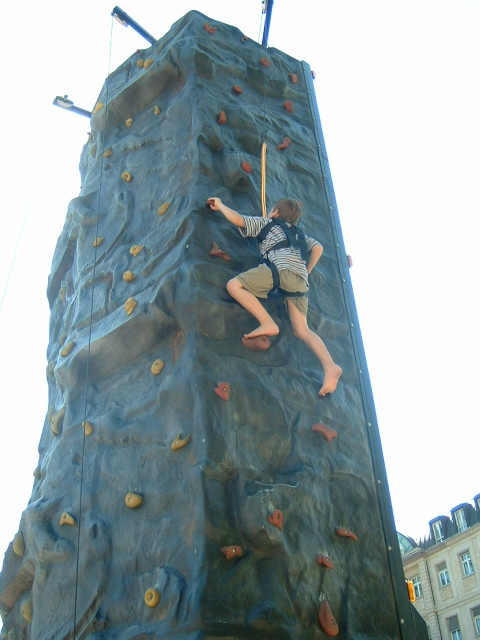
Kinder lernen klettern

Diverse Organisationen (beispielsweise Alpine Vereine oder regionale IG Klettern) sowie kommerzielle Kletterschulen bieten Kurse für fast sämtliche Varianten des Kletterns an. Mittlerweile gibt es flächendeckend Kletterhallen, in denen das Sportklettern und Bouldern erlernt und trainiert werden kann. Auch an einigen Schulen sind inzwischen Kletterwände installiert, oftmals wird das Klettern dort in den Unterricht integriert.

## Organisation
Klettern ist ein Sport, der weitestgehend selbstorganisiert ist und prinzipiell ohne regelgebende Verbände auskommt. So ist der Beitritt zu einem Verein zur Ausübung des Klettersports nicht notwendig. (Neue) sportliche oder ethische Entwicklungen (zum Beispiel das Freiklettern oder das Ächten von Fels-Manipulationen) werden in erster Linie von den Kletterern selber propagiert.
Der Dachverband einiger Bergsportvereine ist die Union Internationale des Associations d’Alpinisme (UIAA), für das Sportklettern und insbesondere für die Organisation von Wettkämpfen ist die International Federation of Sport Climbing (IFSC) zuständig. Neben den einzelnen Sektionen des DAV sind in Deutschland in verschiedenen Gebieten die Interessengemeinschaften Klettern (IG Klettern) stark vertreten, die sich hauptsächlich um die Sanierung und Erschließung von Klettergebieten sowie der naturfreundlichen Gestaltung des Klettersports kümmern. Die einzelnen Interessengemeinschaften sind unter einem Dachverband zusammengeschlossen.
Die Erschließung von Neurouten wird meist von lokal ansässigen Kletterern durchgeführt. Bis zur erfolgreichen Durchsteigung einer Neuroute bezeichnet man diese als Projekt. Es ist üblich, ein Projekt als solches zu kennzeichnen. Nach einer erfolgreichen Durchsteigung gibt der Erstbegeher der Route einen Namen und bewertet die Schwierigkeit, um den Wiederholern einen Anhalt über den Charakter der Route zu geben. Der endgültige Schwierigkeitsgrad kristallisiert sich dann meistens nach mehreren Begehungen anderer Kletterer heraus, die den Bewertungsvorschlag des Erstbegehers überprüfen. Neurouten werden heute oftmals in Fachzeitschriften oder auf Kletterinternetseiten veröffentlicht.
Zur Orientierung am Felsen stehen dem Kletterer Kletterführer zur Verfügung, die meist Anfahrtsskizzen, Wegbeschreibung, möglicherweise zu beachtende Kletterbeschränkungen sowie Topos, also Skizzen der Routenverläufe an einem Felsen, beinhalten.

## Verwandte Themen
Sicherungstechnik
- Klettersicherung
- Sicherungsgerät
- Anseilen
- Knotenkunde
- Sicherungskette
- Seilkommandos

Weiteres
- Bergsport
- Bergsteigen
- Seilklettern
- Therapeutisches Klettern
- Liste der Kletterbegriffe
- Liste berühmter Bergsteiger
- Liste bekannter Sportkletterer
- Liste bedeutender Kletterrouten